# Luiz Roberto Carvalho Franco
Luiz Roberto Carvalho Franco (Araras, 1926 - São Paulo, 2001) foi um arquiteto paulista, sócio diretor do escritório Rino Levi Arquitetos Associados, onde trabalhou durante 50 anos, de 1951 a 2001, tendo iniciado como estagiário.

## Biografia
Nascido em Araras e criado em Araraquara, graduou-se na primeira turma da Faculdade de Arquitetura e Urbanismo da Universidade Presbiteriana Mackenzie, em 1951. Recebeu o 1.º Prêmio para Estudantes da 1.º Bienal de Arte de São Paulo, junto com Carlos Milan, também em 1951. Foi um dos fundadores da revista de arquitetura "Pilotis (1950)".
Participou do concurso para o Plano Piloto de Brasília, em 1956, onde seu projeto foi classificado em terceiro lugar.
Atuou como professor na FAUUSP nos anos 1958 a 1965, nas disciplinas Composições (até 1962) e na área Desenho Industrial (de 1962 a 1965).

## Principais obras
- Anhanguera Outlet Center (Nova Odessa)
- Centro Administrativo Comind (atual Bradesco, Alphaville), 1976
- Centro Cívico de Santo André
- Clube Araraquarense
- Colégio Miguel de Cervantes (São Paulo)
- Complexo presarial Morumbi Square (São Paulo)
- Sede do Instituto de Engenharia (São Paulo)
- Conjunto Residencial Morro Verde - INOCOOP (Santo André)
- Edifício para o Programa de Educação Continuada da FGV
- Edifício SENAI (na avenida Paulista)
- Edifício SESI-FIESP, em parceria com Rino Levi (na avenida Paulista), 1969-1979
- Green Village Condomínio (Jacareí)
- Guest house da CBMM (Araxá)
- Hospital Albert Einstein (São Paulo)
- Indústria Bozzano-Revlon (rodovia Anhangüera, São Paulo)
- Indústrias Firmenich (rodovia Raposo Tavares, São Paulo)
- Instalações industriais da Johnson & Johnson (Uberlândia)
- Instalações industriais da Permetal (Guarulhos)
- Instalações industriais da Plastipack (Pólo Industrial de Paulínia)
- Instalações industriais da PPF-Quest International (Vinhedo)
- Instalações industriais da UV Pack (Vila Leopoldina)
- Laboratório da Engenharia de Cabos da Pirelli (Santo André)
- Plano Urbanístico para a Fazenda Nova Aliança (Ribeirão Preto)
- Projeto de recuperação da área da Pedreira São João (Itapevi) como centro de cultura e lazer
- Proposta para a renovação urbana do bairro da Luz (São Paulo)
- Residence Park (Rodovia Raposo Tavares)
- Sede da APAE (São Paulo)
- Sede da Fazenda Santa Ernestina (Batatais)
- Sede da Mitra Arquidiocesana (Praça da Sé, centro de SP)
- Sede do Banco Sul-Americano (atualmente é o edifício do Itaú, na avenida Paulista, São Paulo)
- SENAC de Franca
- SENAC de Guaratinguetá